# مارجيت كوفاتش
مارجيت كوفاتش (بالمجرية: Kovács Margit)‏ هي خزافة مجرية، ولدت في 30 نوفمبر 1902 في جيور في المجر، وتوفيت في 4 يونيو 1977 في بودابست في المجر.

## معرض صور

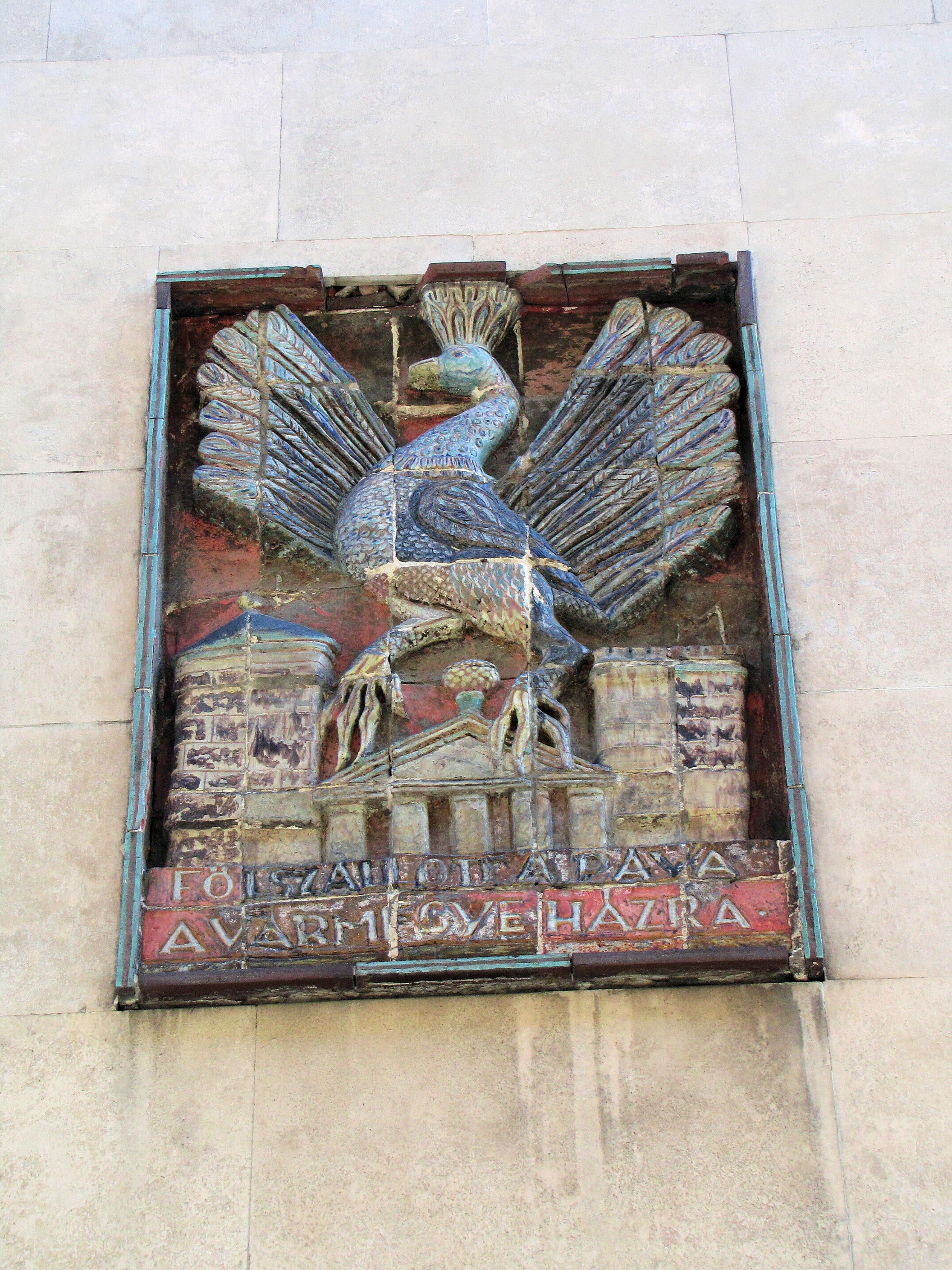
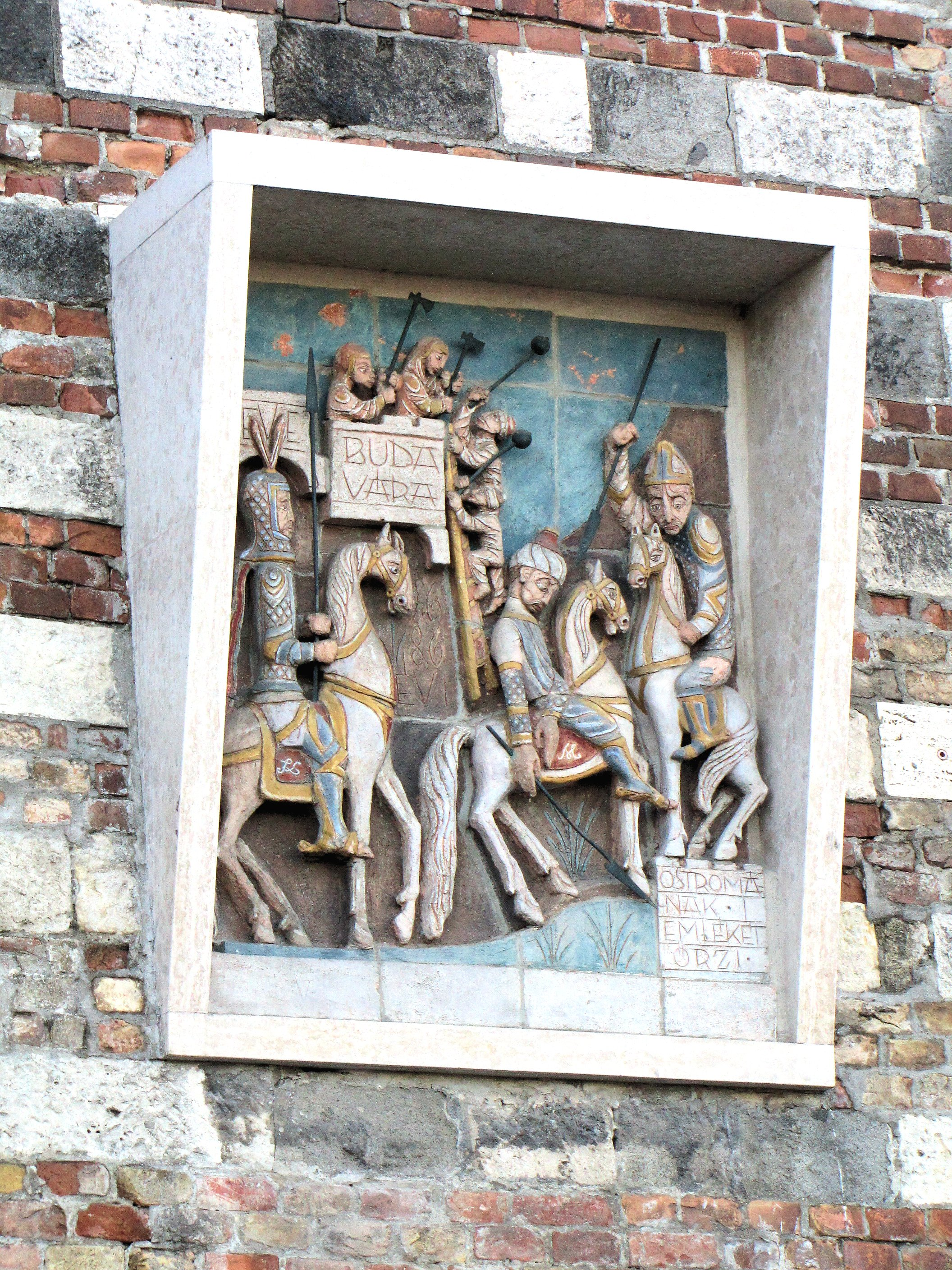
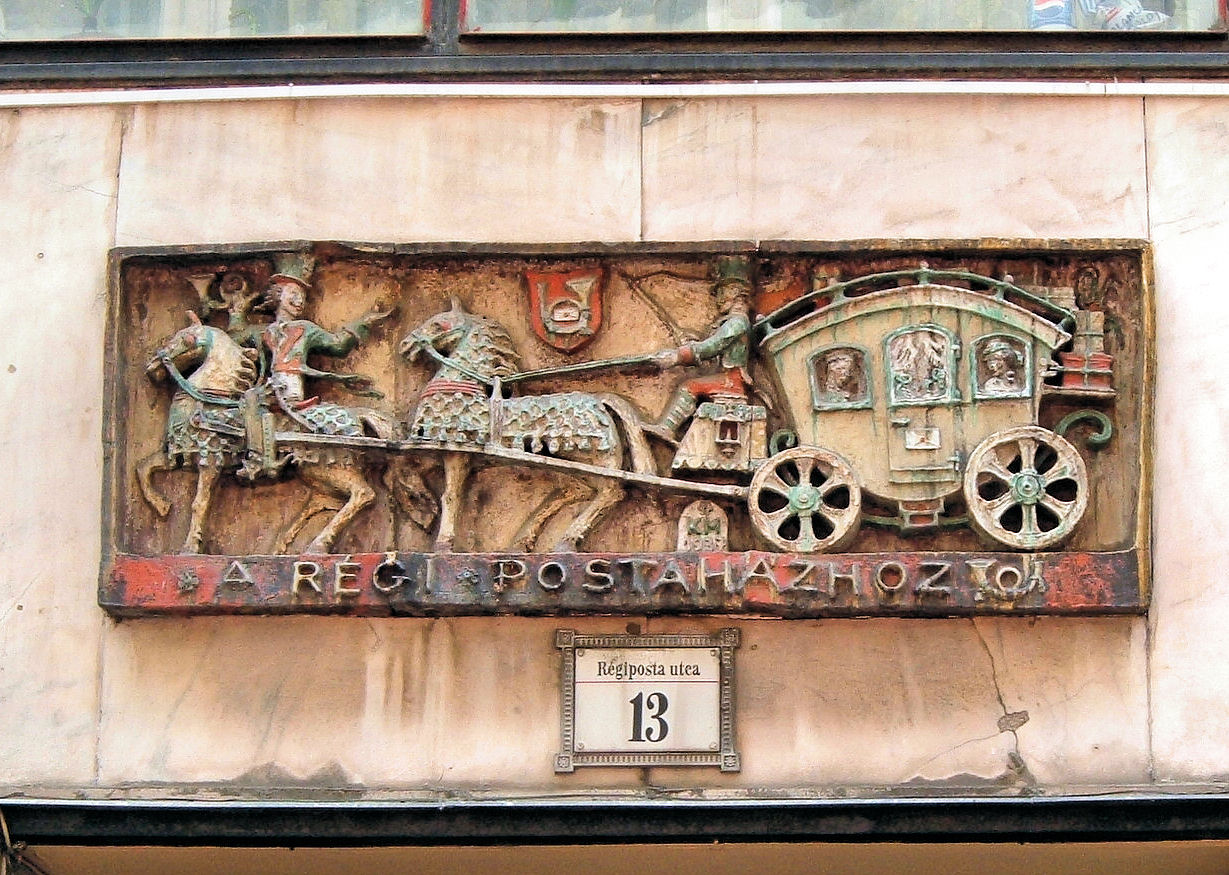

## وصلات خارجية
- مارجيت كوفاتش على موقع ميوزك برينز (الإنجليزية)